# Elgin (Dél-Karolina, Kershaw megye)
Elgin város az USA Dél-Karolina államában, Kershaw megyében. Lakosainak száma 1634 fő (2020. április 1.).

## Népesség
A település népességének változása:
| Lakosok száma | 806  | 1311 | 1634 |
|               | 2000 | 2010 | 2020 |